# So na Caçana
So na Caçana ist eine archäologische Fundstätte in der Gemeinde Alaior auf der spanischen Baleareninsel Menorca. Die hier gefundenen Taula-Heiligtümer werden der eisenzeitlichen Talayot-Kultur zugeordnet wird. Es handelt sich um die einzige Fundstätte auf Menorca, in der mehr als ein solches Heiligtum entdeckt wurde. Ob es sich um eine Siedlung gehandelt hat oder um ein religiöses Zentrum, das von mehreren Siedlungen genutzt wurde, ist umstritten.

## Lage
Die Fundstätte befindet sich am südlichen Ende des Cami de Torralba, 500 m vor dessen Einmündung in die Me-12 und etwa sechs Kilometer vom Ort Alaior entfernt. Die talayotische Siedlung Torralba d’en Salord liegt drei Kilometer nördlich. Nur 550 m entfernt ist die Taula von Torrellisar Vell. So na Caçana liegt am Beginn der Schlucht Barranc de Biniedrís, an deren Mündung ins Meer sich die Nekropole Cales Coves befindet. Besuchern steht ein Parkplatz zur Verfügung. Von Mitte März bis Mitte November wird ein Eintrittsgeld erhoben. Schautafeln geben dem Besucher nähere Informationen zur Fundstätte.

## Beschreibung

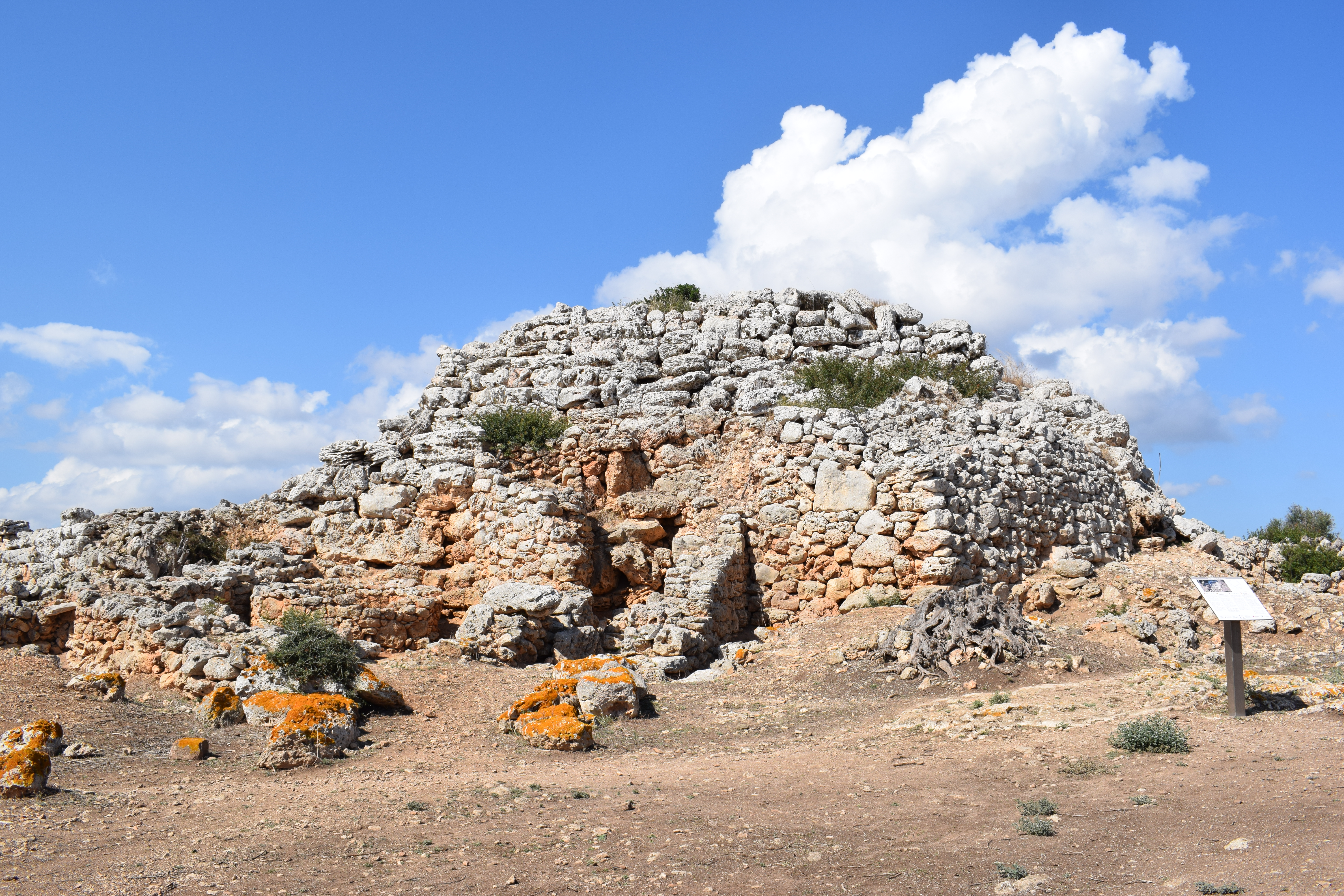
Turmartiges Bauwerk (großer Talayot)

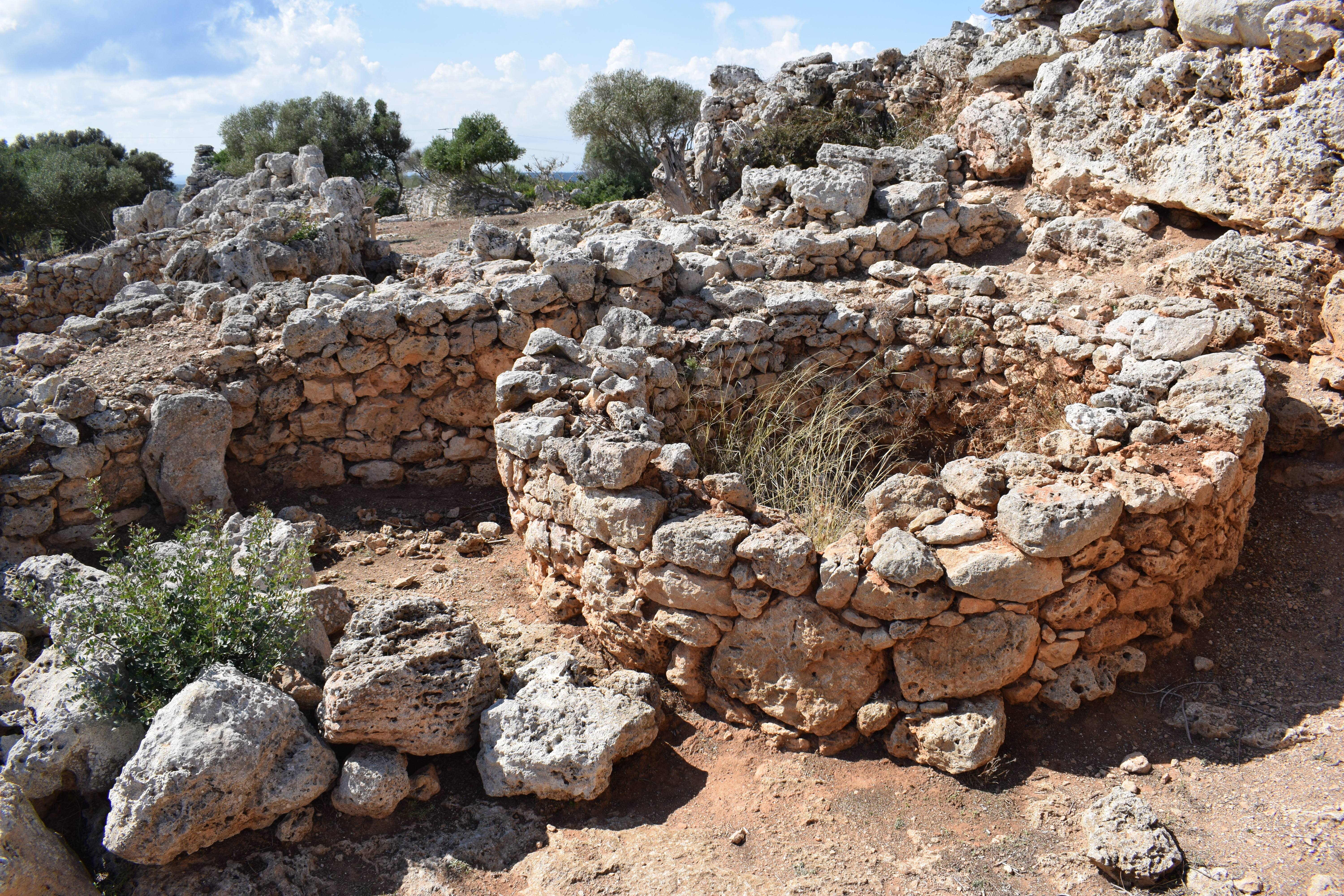
Rundbau aus kleinen Steinen, vermutlich eine Feuerstelle

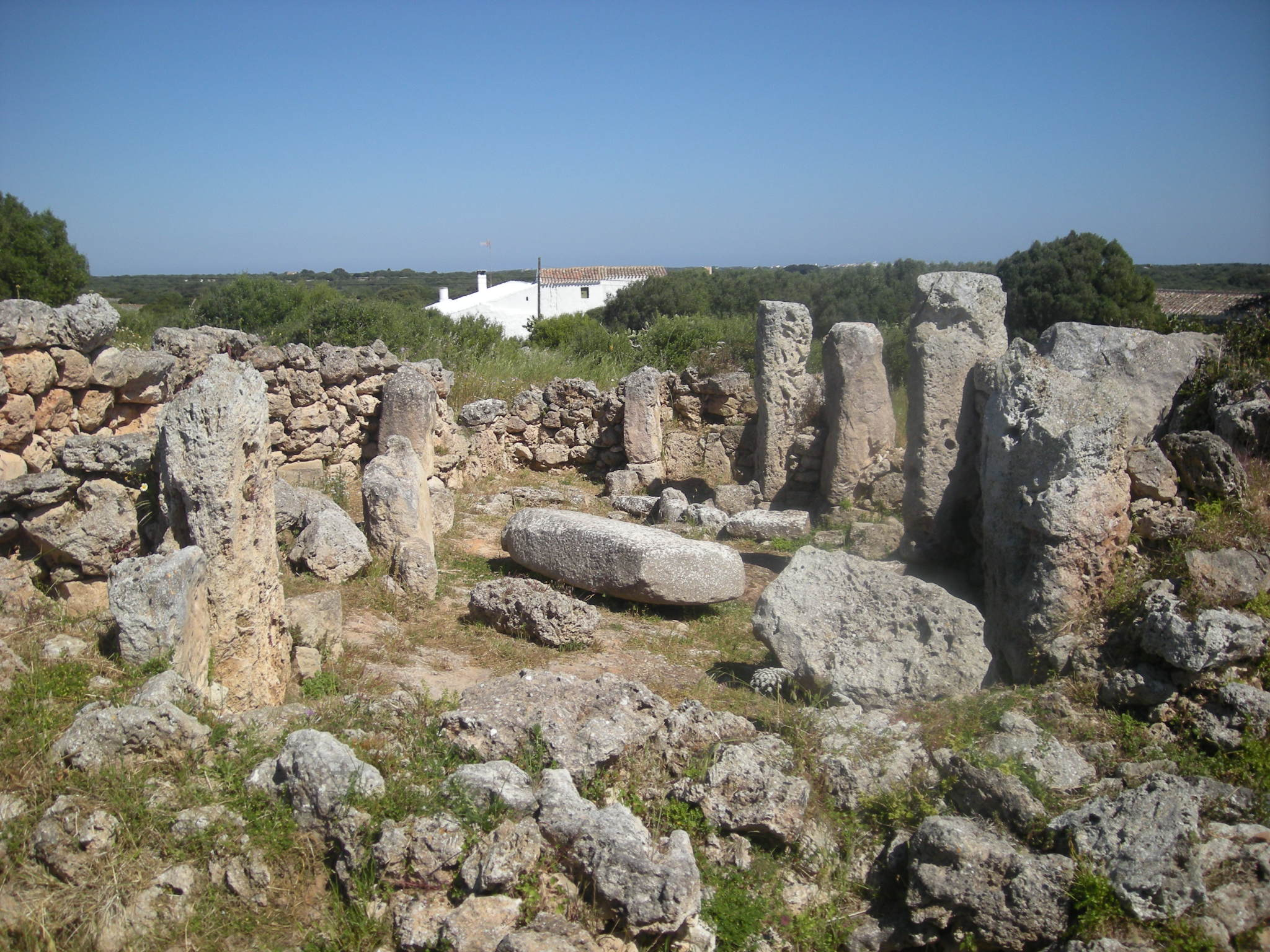
Östliches Taula-Heiligtum

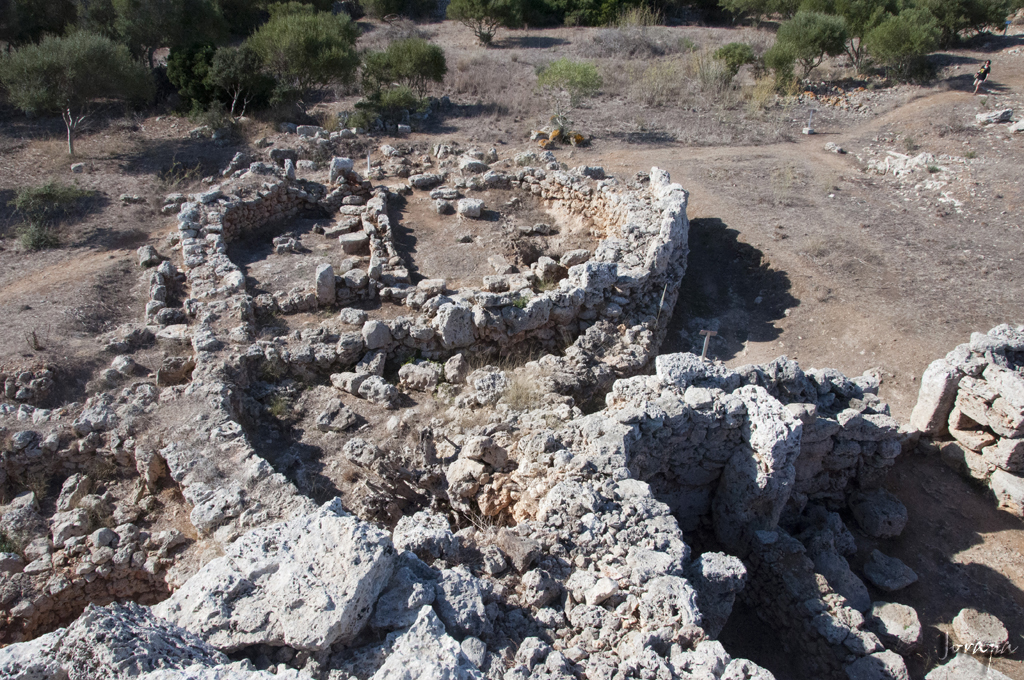
Reste eines Rundhauses

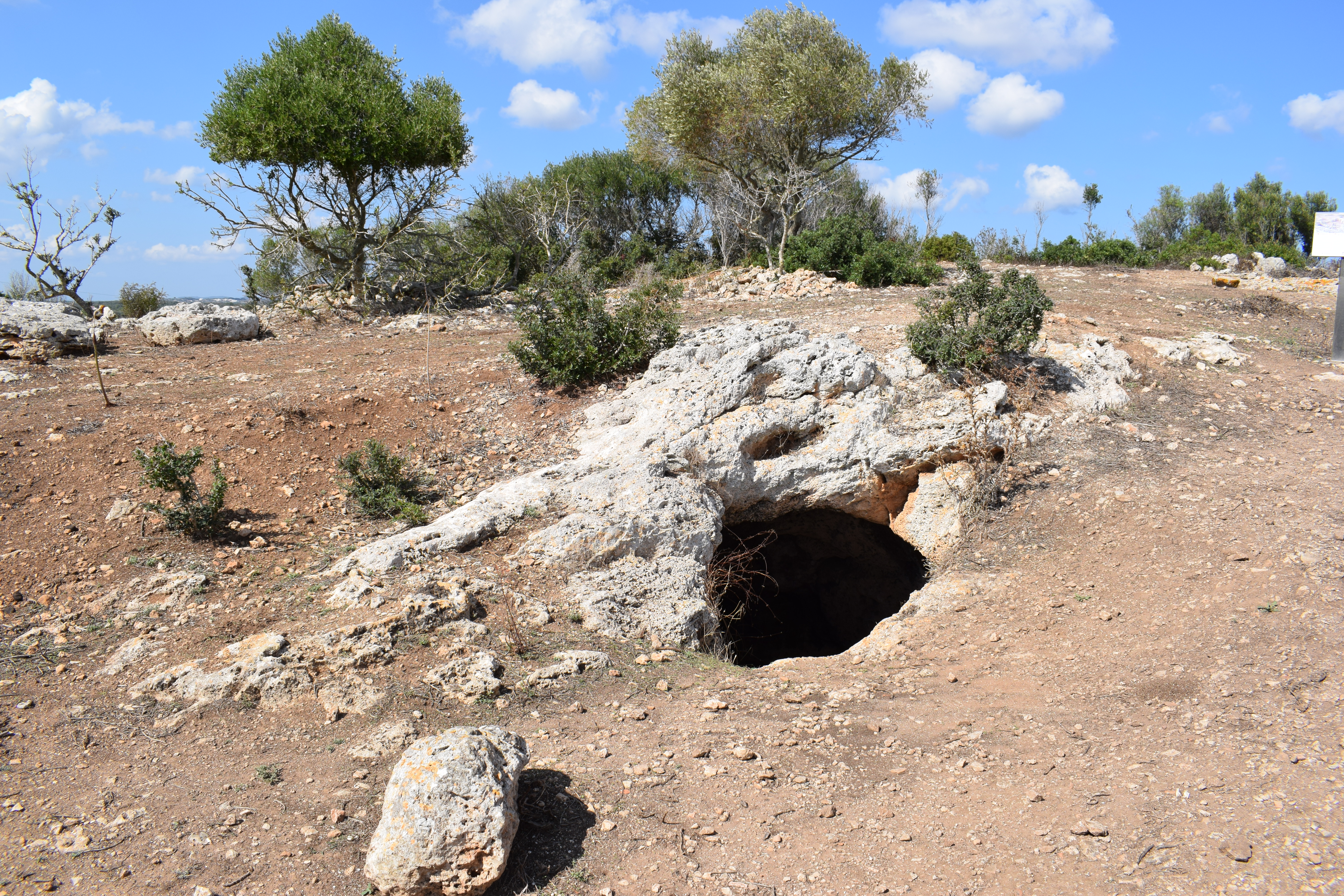
Zugangsschacht zum Hypogäum

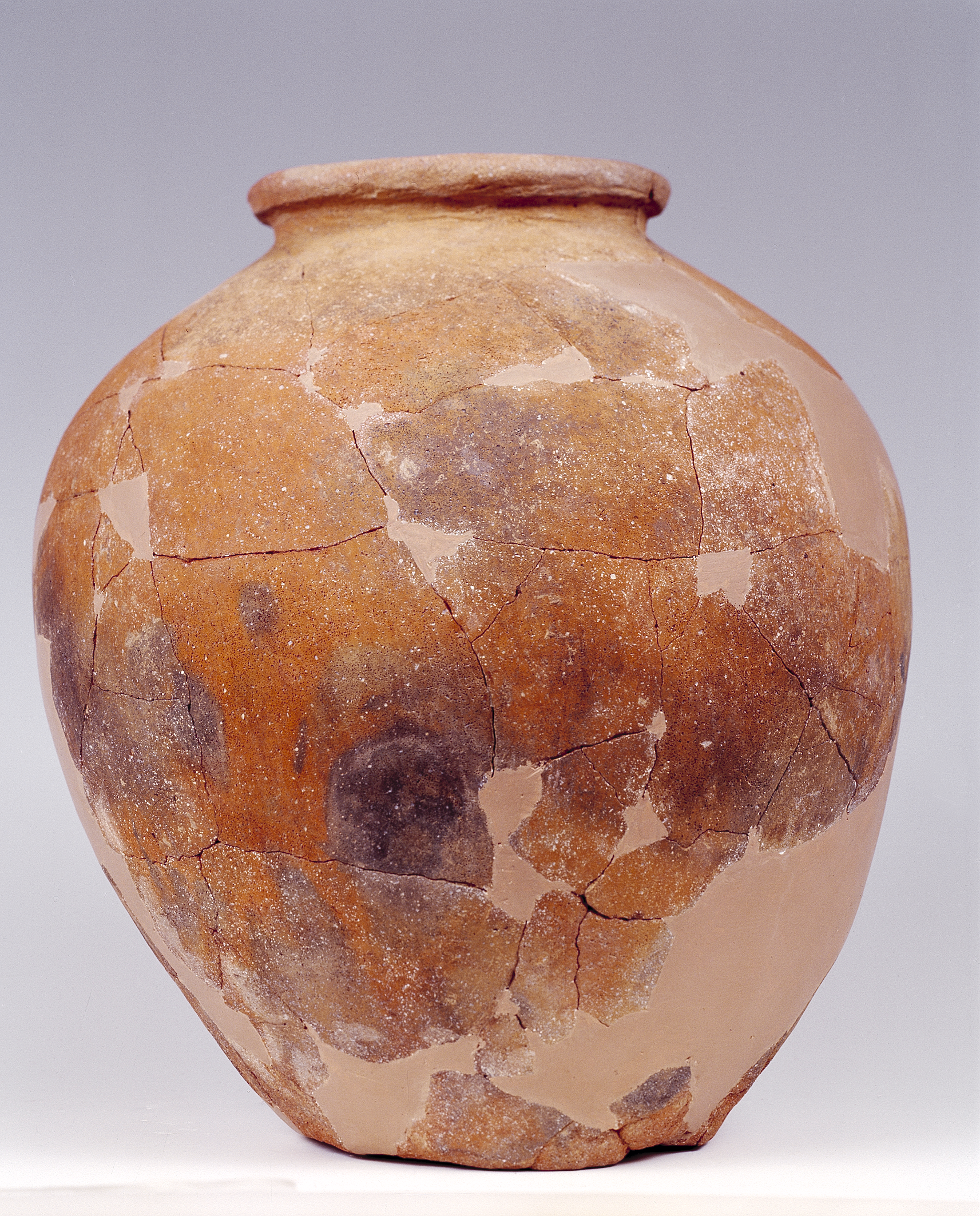
Talayotische Keramik aus So na Caçana im Museu de Menorca

### Allgemeines
Die Fundstätte befindet sich auf einem 180 m × 90 m, also rund 1,6 Hektar, großen Areal. Das Museu de Menorca hat zwischen 1982 und 1987 unter der Leitung von Lluís Plantalamor einen Teil der Anlage ausgegraben. So na Caçana könnte eine talayotische Siedlung mit ihren typischen Elementen wie Hypogäen, Talayots, Taula-Heiligtümern und Rundhäusern (Cercles) als Wohnstätten gewesen sein. Der Fund von mindestens zwei Heiligtümern, Abweichungen in der Architektur der Talayots sowie die geringe Anzahl an Wohnhäusern kann aber auch bedeuten, dass es sich hier um einen religiösen Ort von zentraler Bedeutung gehandelt hat. Nachdem die Heiligtümer etwa um 200 n. Chr. ihre Funktion verloren hatten, sind viele der Gebäude umgebaut und bewohnt worden. Ein kleiner Friedhof aus islamischer Zeit (903–1287) wurde 2013 in der Nähe des Parkplatzes gefunden. Im Sommer 2016 wurden unter der Leitung von Julia García von der Universität Navarra erneut Grabungen durchgeführt und das Heiligtum auf das zweite Jahrhundert v. Chr. datiert.

### Ausgegrabene Strukturen
Das höchste Bauwerk der megalithischen Anlage ist eine turmartige Struktur, die einen 20 m × 21 m großen rechteckigen Grundriss mit abgerundeten Ecken besitzt. Sie ähnelt den auf Menorca weit verbreiteten, meist runden, manchmal aber auch hufeisenförmigen Talayots. Weitere Besonderheiten sind, dass der Turm nicht frei steht und dass er wahrscheinlich nicht massiv gebaut ist, sondern eine Kammer enthält, wie elektromagnetische Sondierungen ergeben haben. Das Bauwerk ist möglicherweise schon vor dem 10. Jahrhundert v. Chr. errichtet worden.
Südlich des Turms befindet sich ein zugangsloser doppelwandiger Rundbau aus kleinen Steinen, der einen Durchmesser von etwa drei Metern hat. Seine Funktion ist nicht vollständig geklärt. Brandspuren im Inneren lassen auf eine Feuerstelle schließen. Es könnte sich um den Teil einer Werkstatt gehandeln haben, der um 750 v. Chr. und erneut in der römischen Zeit ab 123 v. Chr. genutzt wurde.
Südlich schließt sich ein post-talayotisches Rundhaus an. Es enthält eine zentrale Feuerstelle und mehrere Zisternen. Eine davon diente vor dem Bau des Hauses als unterirdische Begräbnisstätte (Hypogäum). Der Cercle wurde auf den Resten eines älteren Gebäudes aus der Zeit zwischen 1200 und 800 v. Chr. errichtet. In römischer Zeit wurde sein Inneres umgestaltet.
An der Südwestseite des Turms befindet sich das westliche Taula-Heiligtum. Seine Fassade besteht aus auf Plinthen ruhenden, aufrecht stehenden Steinplatten, die von mehreren Reihen annähernd quaderförmiger Steine gekrönt sind. Von der eigentlichen Taula, einem aus zwei großen Steinen bestehenden Monument in T-Form, ist nur noch der tragende Stein vorhanden, der auf seiner Rückseite von einem zweiten Monolithen gestützt wird. Er ist 2,82 m hoch, 1,16 m breit und 30 cm dick. Rechts hinter dem Eingang befindet sich ein zylindrischer Stein, bei dem Ausgrabungen große Mengen an Asche und Kohle zu Tage gefördert haben. Bemerkenswert sind in der gut erhaltenen Innenwand des Heiligtums die sechs rechteckigen Nischen zur Aufnahme von Opfergaben. Die Pilaster an den Innenwänden lassen vermuten, dass das Bauwerk früher überdacht war. Links vom Eingang in das Heiligtum fällt die Konstellation von drei Mauersteinen auf, die von manchen Archäologen als Zeichen der punischen Göttin Tanit gedeutet wurden.

Westliches Heiligtum
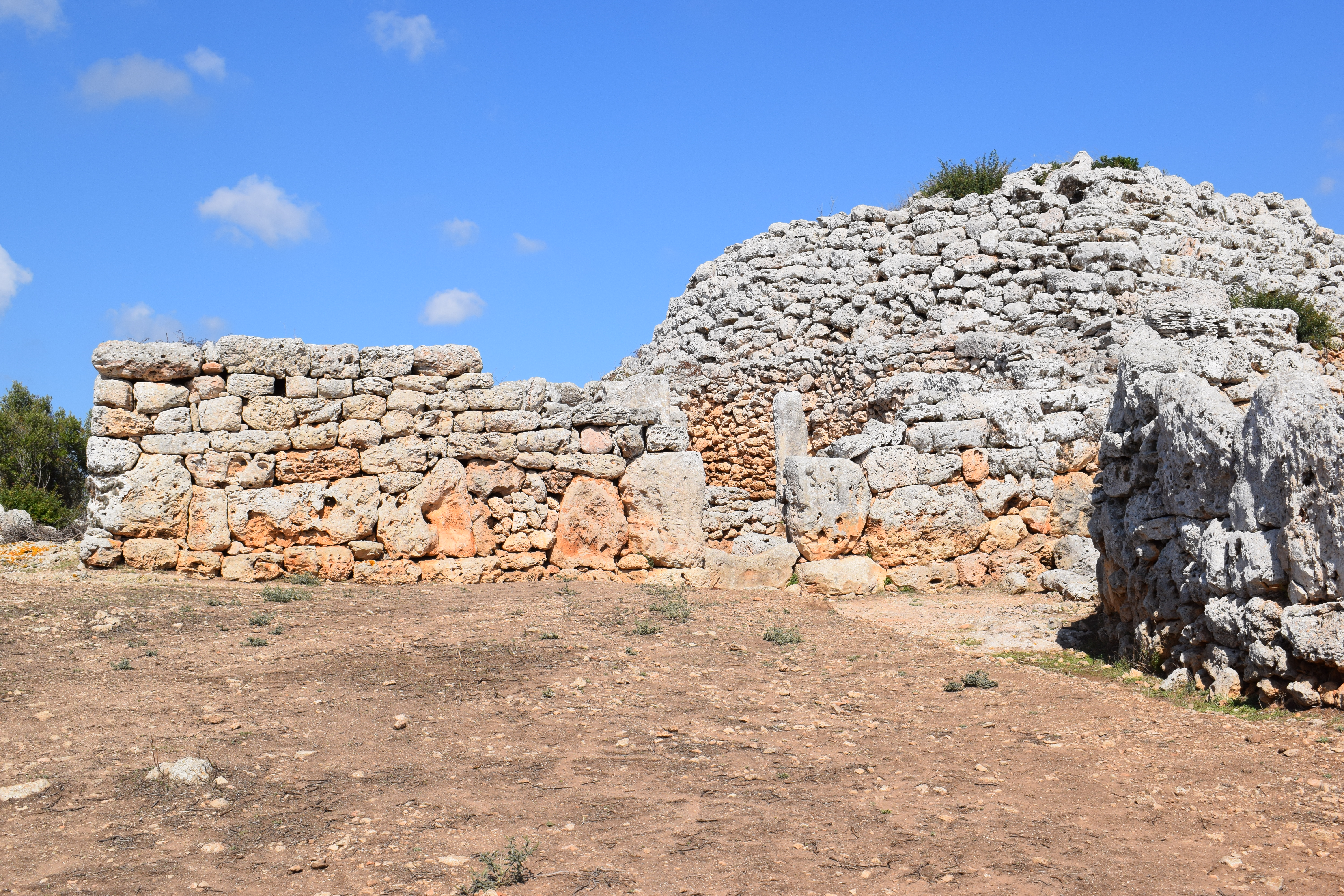
Fassade
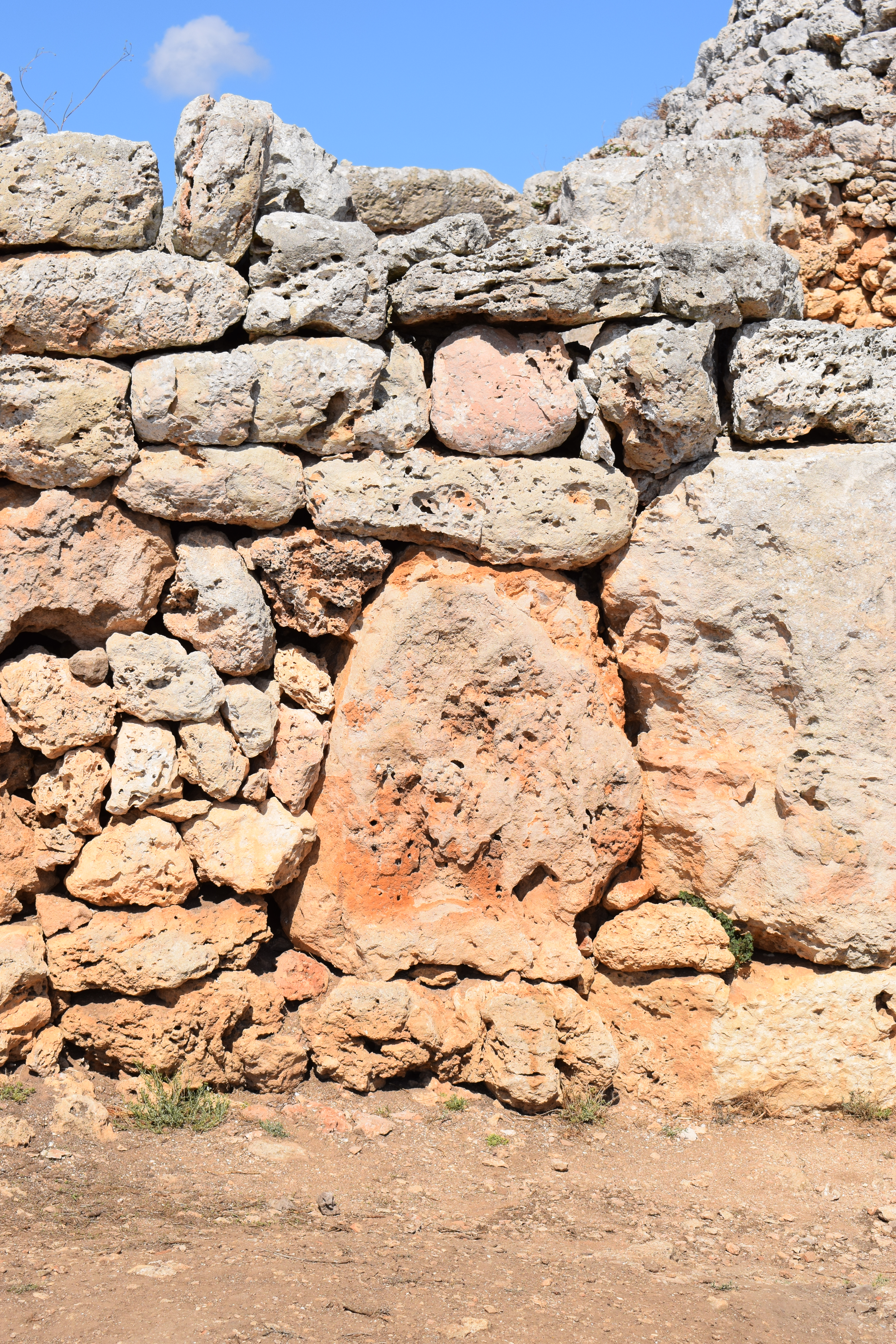
Detail
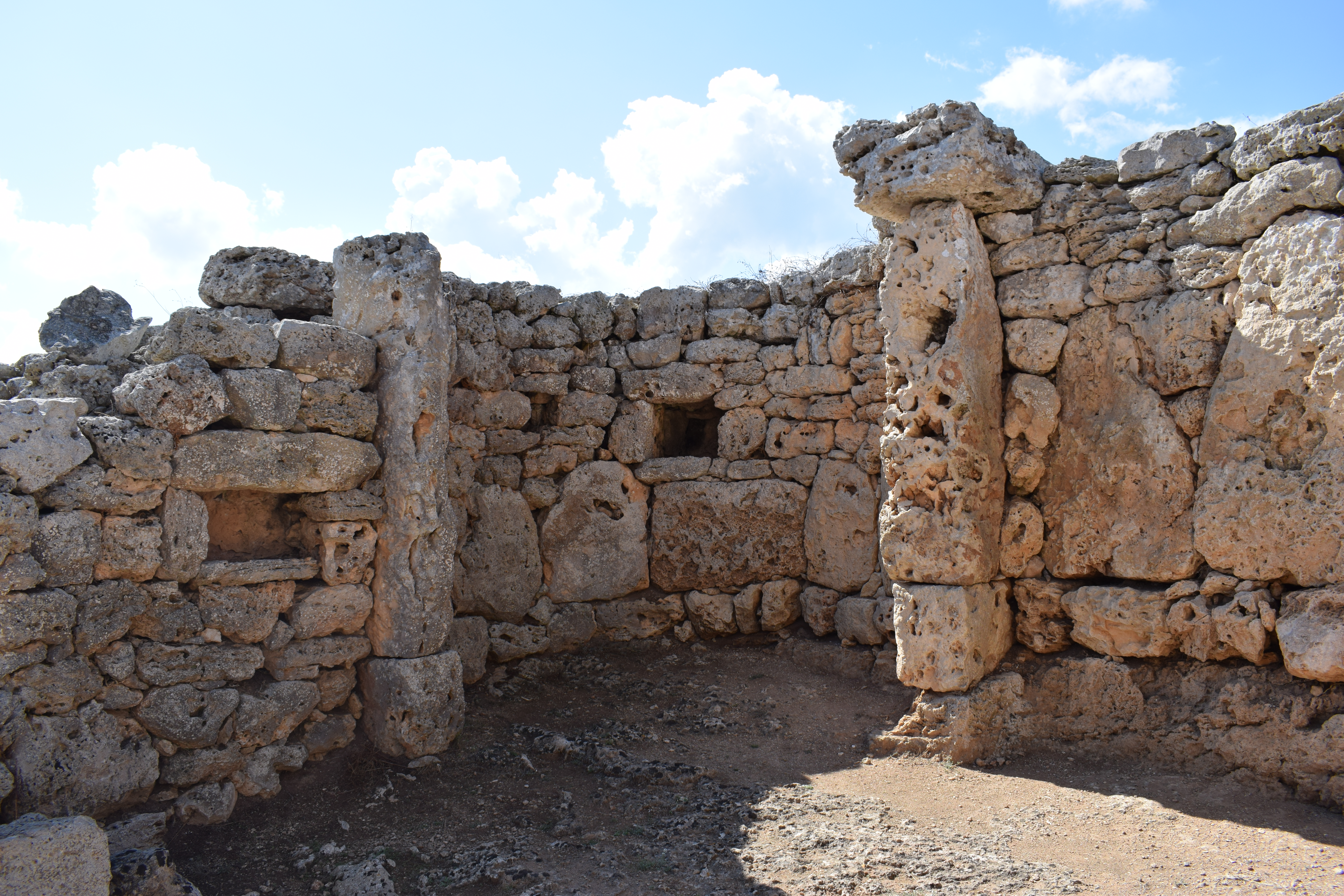
Nischen und Pfeiler im Inneren
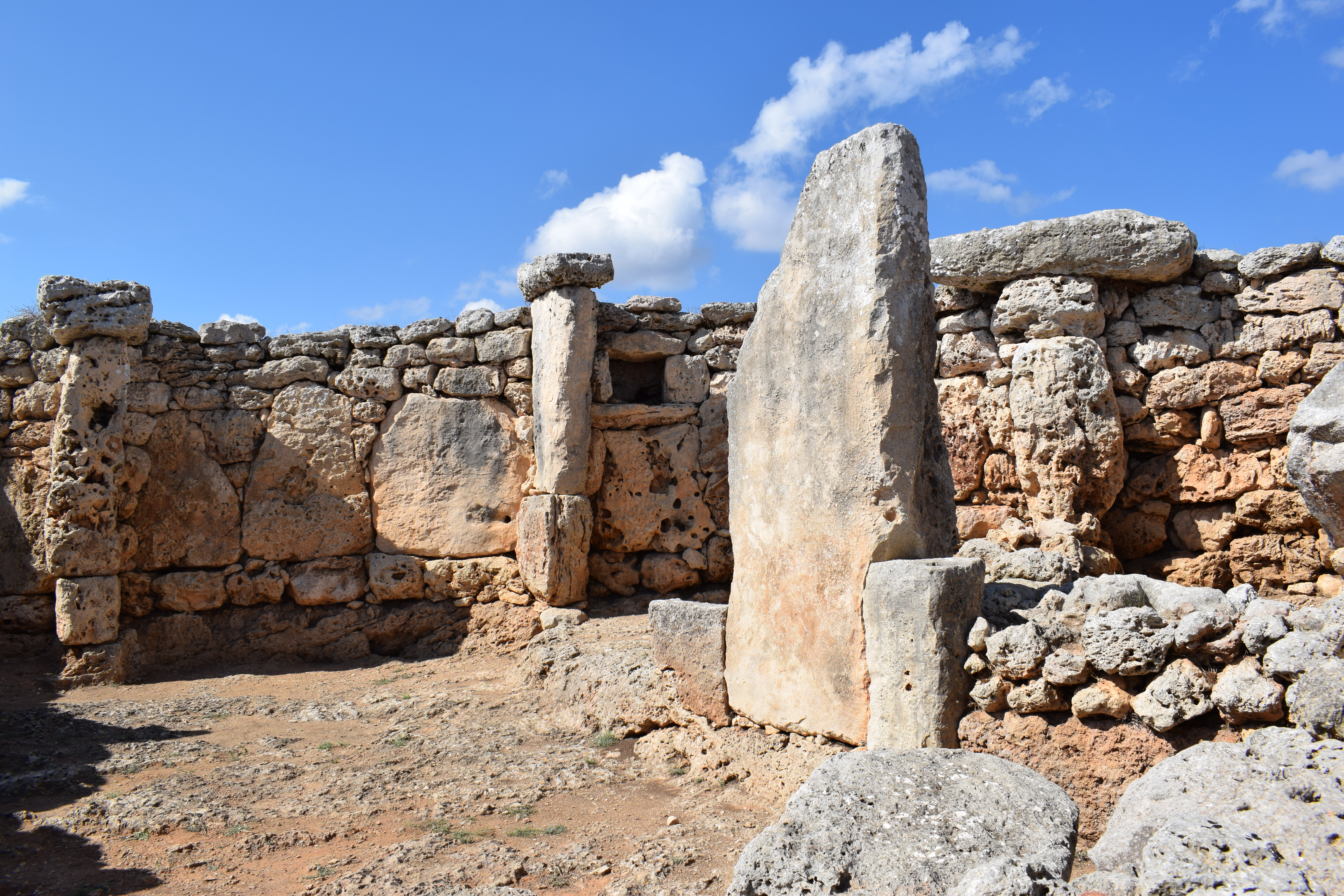
Taula mit fehlendem Kapitell
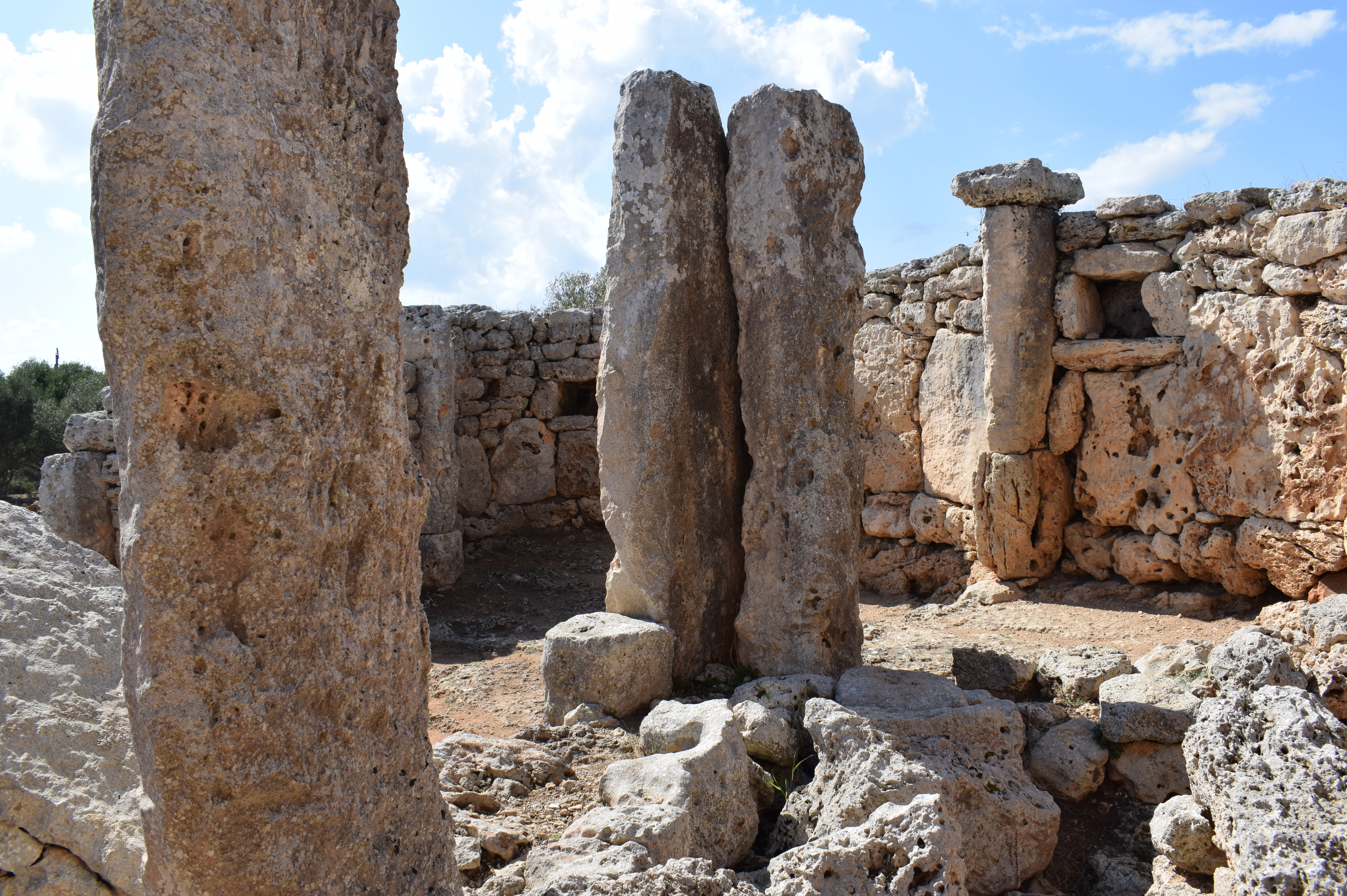
Taula mit rückwärtiger Stütze
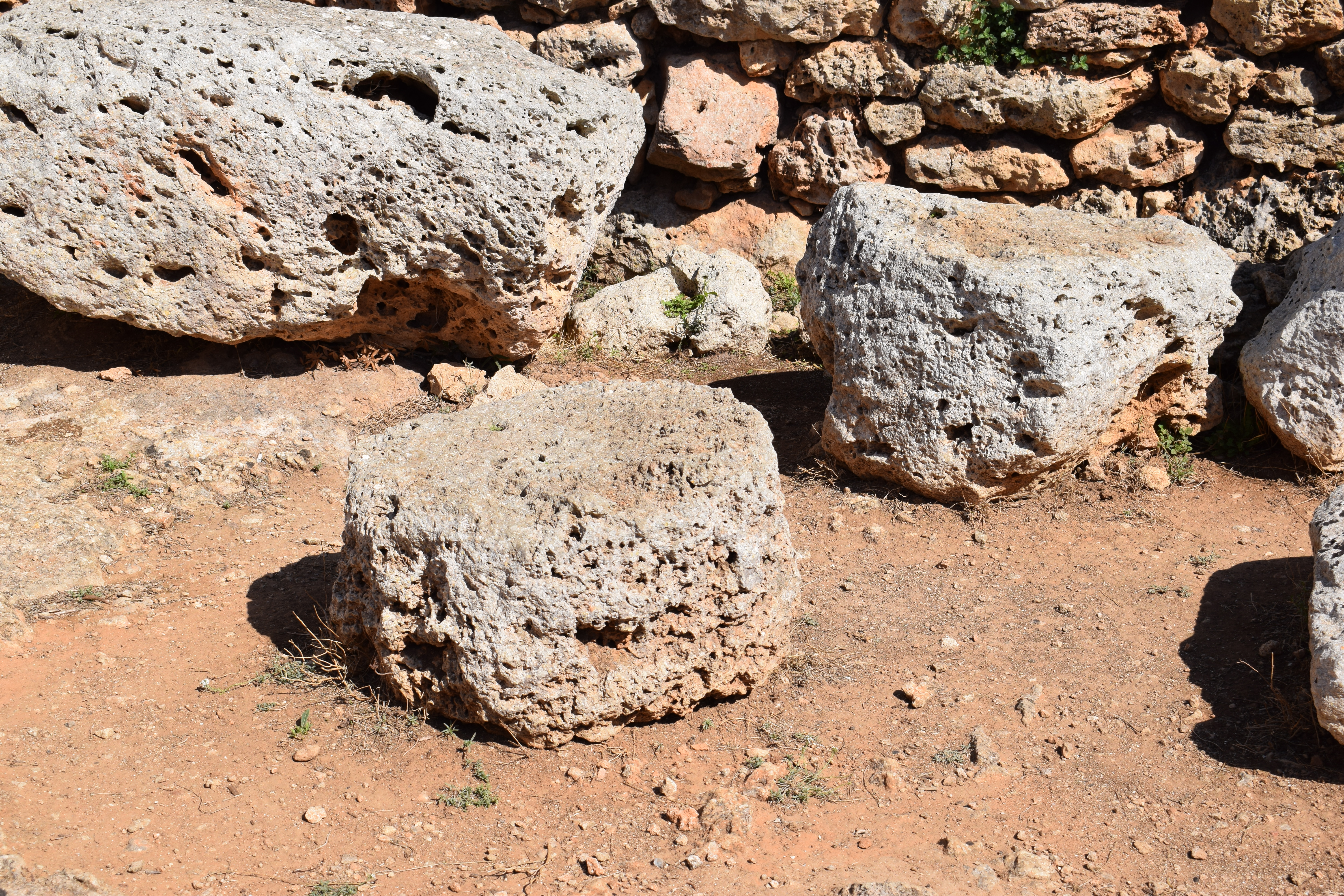
Zylindrischer Stein

Ein zweites Heiligtum befindet sich etwa 30 m südöstlich. Seine ursprüngliche Form ist in späteren Zeiten durch Erweiterungen und Umbauten mehrmals verändert worden. Einer der im rückwärtigen Teil angebauten Räume besitzt einen gefliesten Steinfußboden aus der römischen Epoche. Vom tragenden Stein der Taula ist nur noch ein 1,53 m breites und 46 cm dickes Teilstück vorhanden. Die ursprüngliche Höhe ist unbekannt. Der Kapitellstein ist herabgestürzt. Er ist 2,25 bis 2,46 m lang, 0,91 bis 1,19 m breit und 38 bis 39 cm dick.
In der Mitte der Fundstätte befindet sich ein Hypogäum mit schachtartigem Zugang, die mit Abstand älteste hier erhaltene Struktur.

### Weitere Strukturen
Im Westen der Anlage befinden sich einige noch nicht ausgegrabene Bauwerke. Ein zweiter, kleinerer Talayot mit am Fuß hufeisenförmigem, in den oberen Etagen rundem Querschnitt besitzt eine innere Kammer. An ihn schließen sich zwei Gebäude an, von denen eines ein Rundhaus ist, das zweite wahrscheinlich ein drittes Heiligtum.

Nicht ausgegrabene Strukturen
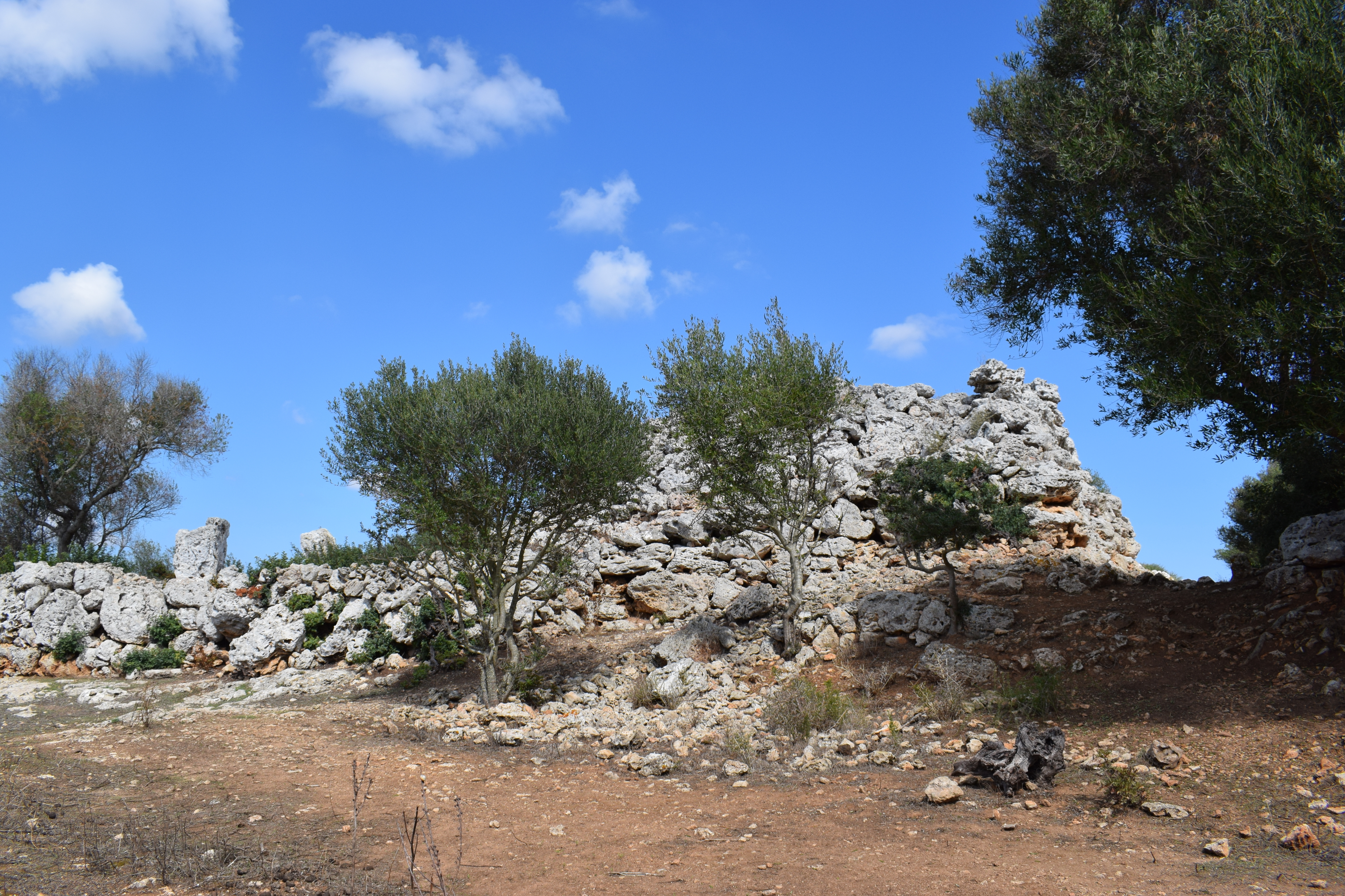
Kleiner Talayot
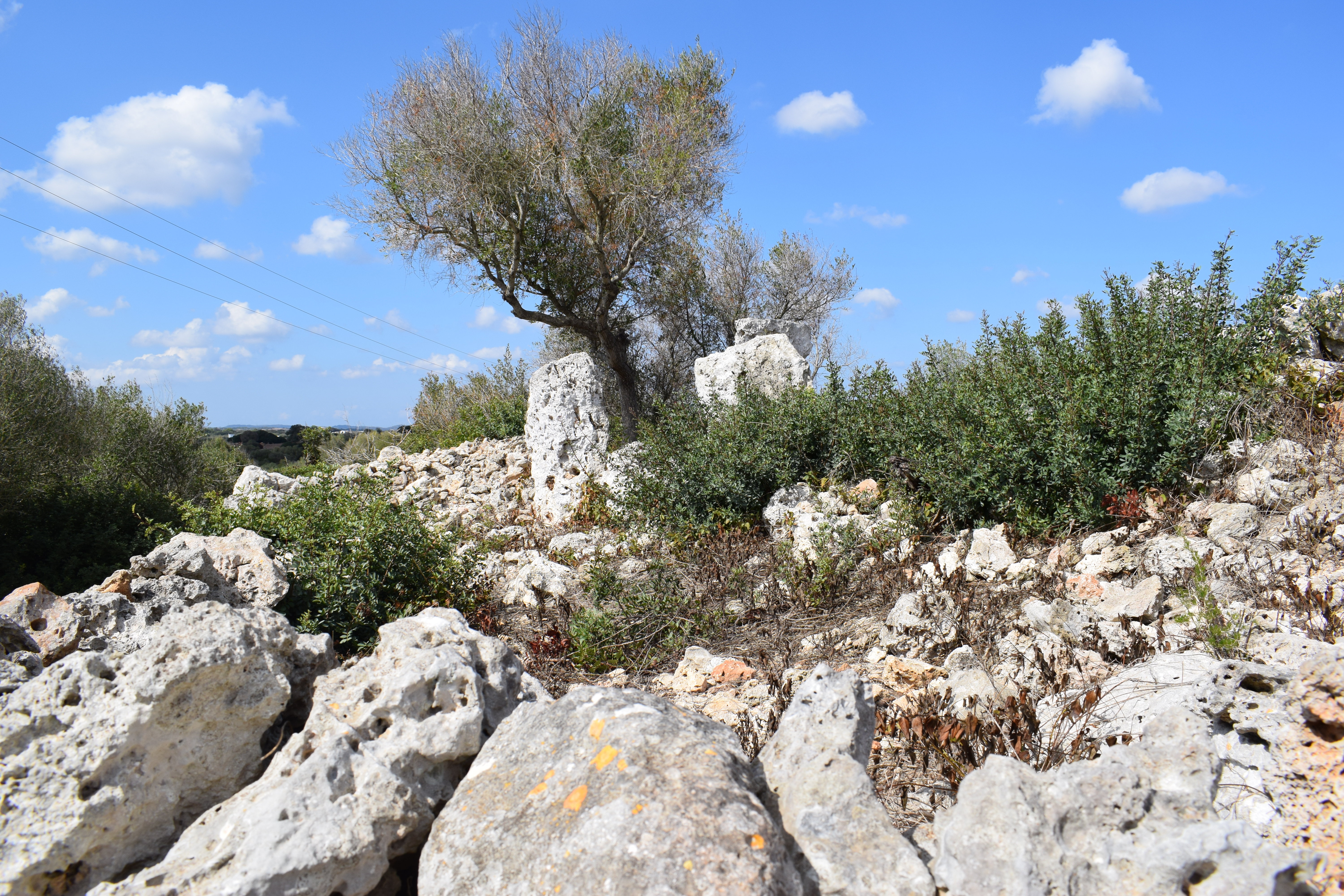
Pfeiler eines Rundhauses
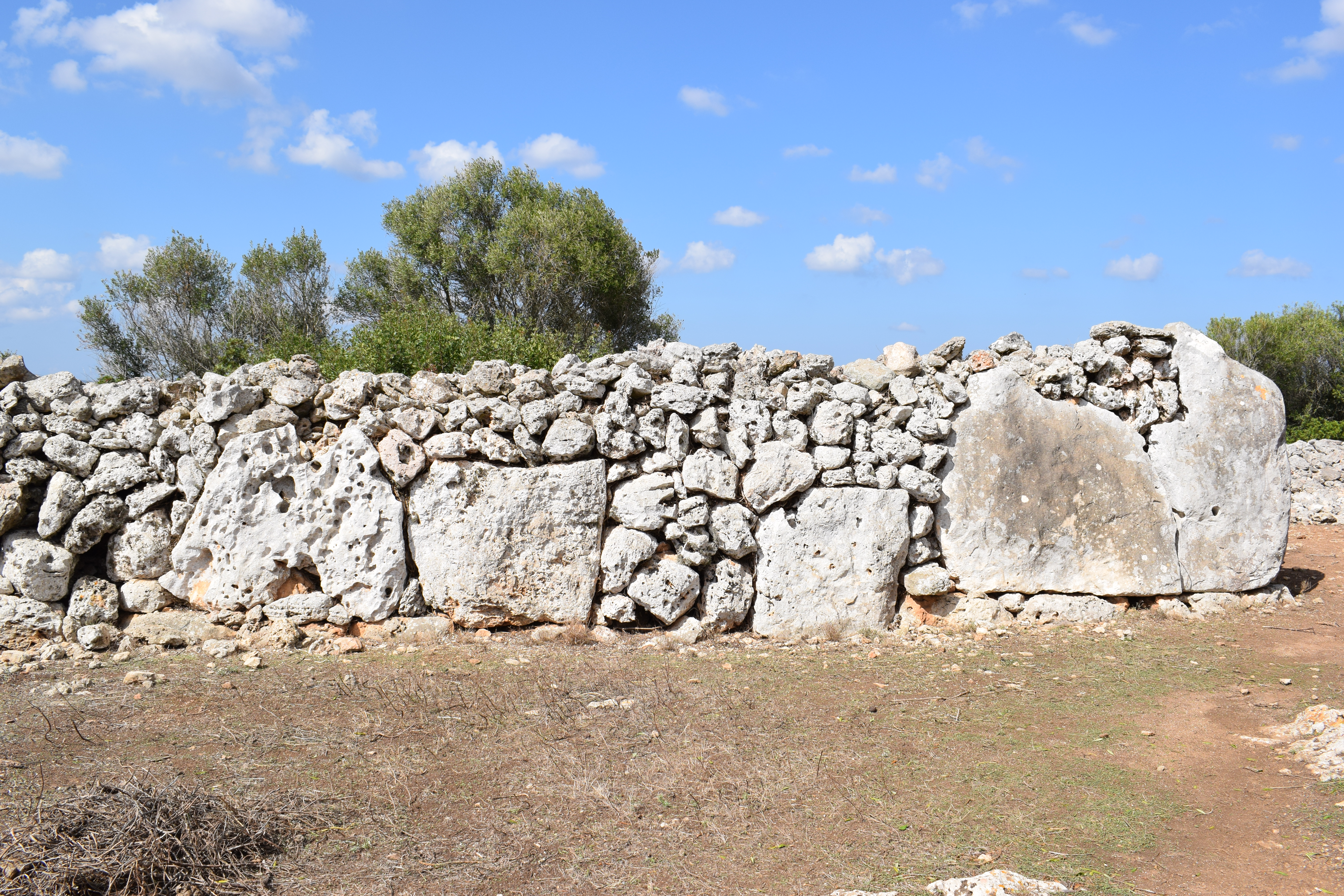
Wahrscheinlich ein drittes Heiligtum

## Denkmalschutz
So na Caçana ist als archäologisches Monument (Monument arqueològic) geschützt. Die heutige Registriernummer beim spanischen Kulturministerium ist RI-51-0003208. Es gehört zu den 24 archäologischen Stätten, die seit 2023 als „Talayotisches Menorca“ zum Weltkulturerbe zählen.